# 花園口鎮 (鄭州市)
花園口鎮，是中华人民共和国河南省郑州市惠济区下辖的一个乡镇级行政单位。位于郑州市区东北角的黄河南岸，管辖范围沿黄河大堤呈带状分布。花园口镇总面积53.85平方公里，常住人口2.6万余人。

## 行政区划
花园口镇下辖以下地区：
石桥村、花园口村、申庄村、大庙村、京水村、南月堤村、祥云寺村和八堡村。

## 历史
花园口是郑州北郊的一个老地名，已有400多年的历史。宋代時已有村落，後變成黃河渡口。明朝嘉靖年间，举人许诗任工部主事，管理黄河，防汛筑堤，救民苦难。他曾在今东大坝之北的桂家庄、许堂（两村均迁圈堤里，合称南月堤）一带建了一座540亩的大花园，内植四季花木、奇香异葩，游人如织，紧连着花园有个黄河渡口，这渡口人称花园口。至清康熙三十五年（1628年）或稍后圮入黄河中。  
光绪十三年（1887年）9月30日，郑州下汛十堡（今花园口镇石桥村）发生黄河决口，致使200多万（一说93万；一说最保守估计150万；一说700万）人罹难，清史研究学者夏明方称其为“近代中国人口损失最严重的一次洪水灾害”，英国密德萨斯大学国际关系学教授彼得·霍夫（Peter Hough）称其为“人类历史上最致命的自然灾害之一”。 
1938年，國民政府为阻止日军西犯，以水代兵，下令在花园渡口西侧炸开黃河大堤，造成平漢鐵路以東地區的洪水泛濫，使豫、皖、蘇三省四十四縣蒙受水患，傷亡慘重，史稱「花園口決堤事件」。黄河改道八年零九个月，给黄泛区人民带来了深重的灾难，花园口从此闻名中外。

## 公共设施
花园口镇共有事业单位10家，包括惠金河务局、郑州黄河淤灌处、花园口水文站、花园口派出所、电管站、国税所、电信所、农业银行郑州市东风路支行、花园口信用合作社、河南风湿病医院。此外，还有初级中学1所及村级小学6所。

## 旅游
花园口旅游区位于花园口镇花园口村，包括“花园口事件记事广场”、“四季景观园”、“扒口雕塑”等几十处景点。郑州黄河国家湿地公园是国家批准的20个湿地公园试点之一，总占地面积约2390公顷。该园由6个功能区组成：科普宣教区、休闲娱乐区、滩地探索区、生态保育区、黄河农耕文化区和综合服务区。黄河富景生态世界位于花园口镇八堡村北黄河滩区内，为国家AAAA级景区。

## 交通
花园口镇位于郑州市区北部，有郑州的“北大门”之称。郑州黄河公路大桥和郑新黄河大桥的南端均位于辖区内。此外，中州大道、花园北路、迎宾路、大河路等主干道在境内交汇。花园口立交桥为黄河以北进出郑州市区的重要枢纽。